# Shawn Crawford
Shawn Crawford (Van Wyck, Južna Karolina, 14. siječnja 1978.), američki atletičar, sprinter i olimpijski pobjednik. Široj javosti prvi put postaje poznat 2001. godine na Svjetskom prvenstvu u Edmontonu kada osvaja bronzanu medalju na 200m. Na Olimpijskim igrama u Ateni 2004. godine osvojio je zlatnu medalju na 200m, te srebro u štafeti 4x100m, zajedno s Coby Millerom, Justinom Gatlinom i Maurice Greeneom. Na sljedećim Olimpijskim igrama u Pekingu 2008. godine nije uspio obraniti zlato na 200m završivši tek četvrti, ali zbog diskvalifikacije drugog i trećeg natjecatelja osvojio je srebro.
U Berlinu 2009. godine na Svjetskom prvenstvu završava na 4. mjestu na 200m. Tijekom narednih godina nije imao nekih zapaženijih rezultata. Nije ostvario plasman na Olimpijske igre u Londonu 2012. nakon američkih trijalsa. 
Naredne godine (2013.) bio je pozitivan na doping testu, te ubrzo i završava karijeru.
Poznat je po nadimku Čovjek gepard. U jednom šou se čak okušao i protiv žirafe na 100m koju je pobijedio, a onda i zebre od koje je pretrpio poraz, također na 100m.
Smatra ga se jednim od najboljih američkih sprintera na 200m početkom 21. stoljeća.

## Osobni rekordi
- 100 m - 9,88 sekunde
- 200 m - 19,79 sekunde